# Anton Altmann

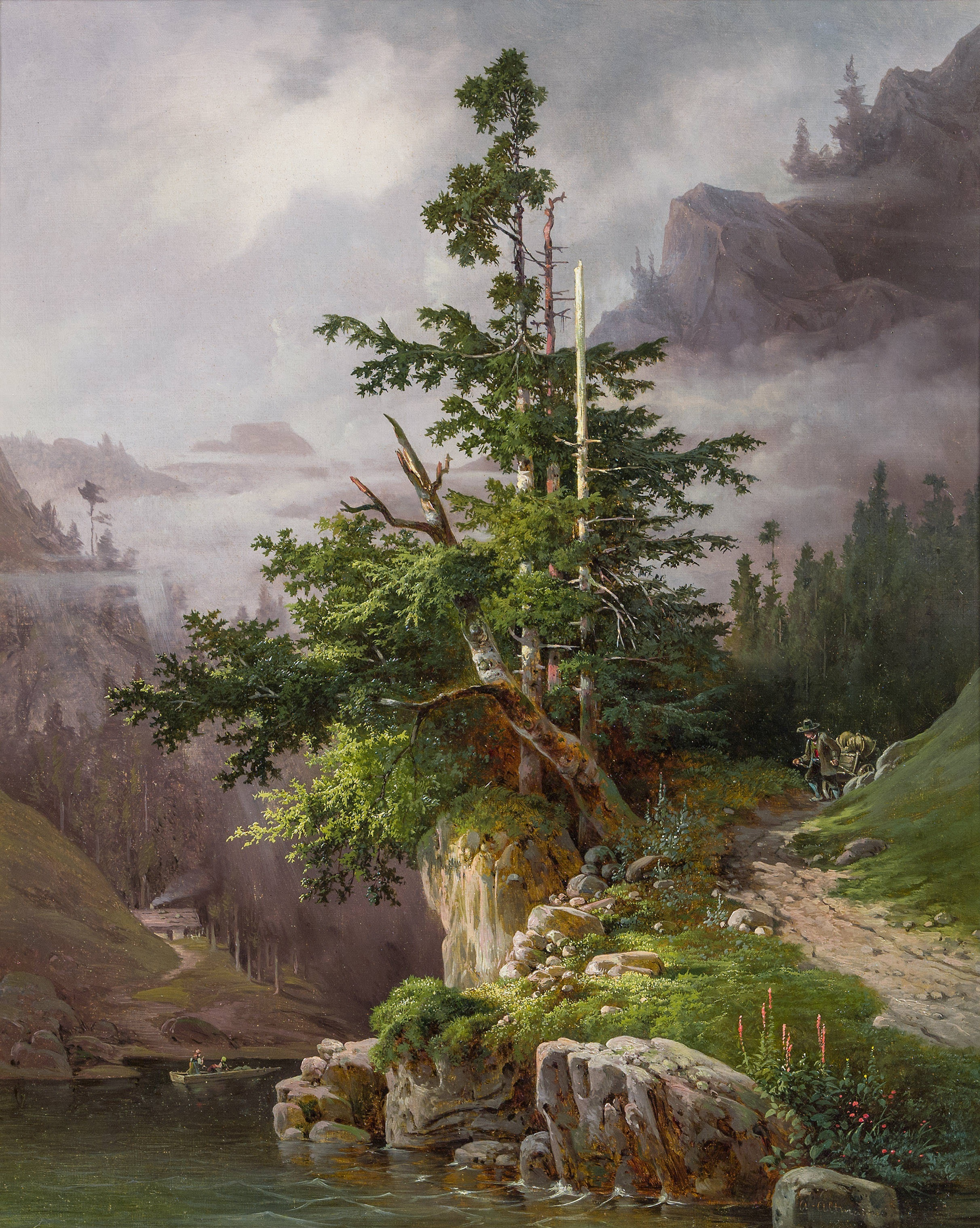
Anton Altmann, Paesaggio di montagna

Anton Altmann (Vienna, 4 giugno 1808 – Vienna, 9 luglio 1871) è stato un pittore austriaco.

## Biografia
Studiò pittura paesaggistica sotto la guida di Mössmer presso l'Accademia di Belle Arti di Vienna.
Dopo il ruolo di insegnante di disegno del conte Apponyi in Ungheria, si stabilì a Vienna e divenne famoso come pittore di paesaggi. Tra i suoi lavori più importanti ci sono i seguenti:
- Chiostro del convento 'Maria Schein', in Boemia. 1838.
- Scena della foresta 1840.
- Paesaggio paludoso. 1846.
- Paesaggio della sera 1847.
- Primavera in una foresta. 1851.
- Il mulino. 1851.